# 진수흑룡강등처지방장군
진수흑룡강등처지방장군(한국 한자: 鎮守黑龍江等處地方將軍, 만주어: ᠰᠠᡥᠠᠯᡳᠶᠠᠨ
ᡠᠯᠠ  ᡳ
ᠵᡝᡵᡤᡳ
ᠪᠠᠪᡝ
ᡨᡠᠸᠠᡴᡳᠶᠠᡵᠠ
ᠵᡳᠶᠠᠩᡤᡳᠶᡡᠨ 사할리얀 울라 이 저르기 바더 투와키야라 지양기윤), 약칭 흑룡강장군(한국 한자: 黑龍江將軍, 만주어: ᠰᠠᡥᠠᠯᡳᠶᠠᠨ
ᡠᠯᠠ  ᡳ
ᠵᡳᠶᠠᠩᡤᡳᠶᡡᠨ 사할리얀 울라 이 지양기윤)은 청나라 때 아무르강(흑룡강) 지구의 최고 관원이다. 강희 22년(서기 1683년) 설치되었다. 설치 당시 관위는 정1품이었으나 건륭 32년(서기 1767년) 종1품으로 내렸다.